# Oecophoridae
Oecophoridae es una familia de pequeños lepidópteros en la superfamilia Gelechioidea. La filogenia y sistemática están en discusión.
Miden 3-30 mm, la mayoría cerca de 30 mm.

## Taxonomía y sistemática
- Oecophorinae
- Pleurotinae Toll, 1956
- Deuterogoniinae Spuler, 1910
- Incerta sedis
  - Colchia Lvovsky, 1995

Es posible colocar la especie peruana Auxotricha ochrogypsa descrita por Edward Meyrick en 1931 como el único miembro de este género. Anteriormente la familia estaba limitada a las siguientes subfamilias:
- Amphisbatinae (a veces en Depressariinae)
- Autostichinae
- Depressariinae (incluye Cryptolechiinae)
- Hypertrophinae
- Metachandinae
- Oecophorinae (incluye Chimabachinae, Deuterogoniinae, Peleopodinae, Philobotinae)
- Stathmopodinae
- Stenomatinae

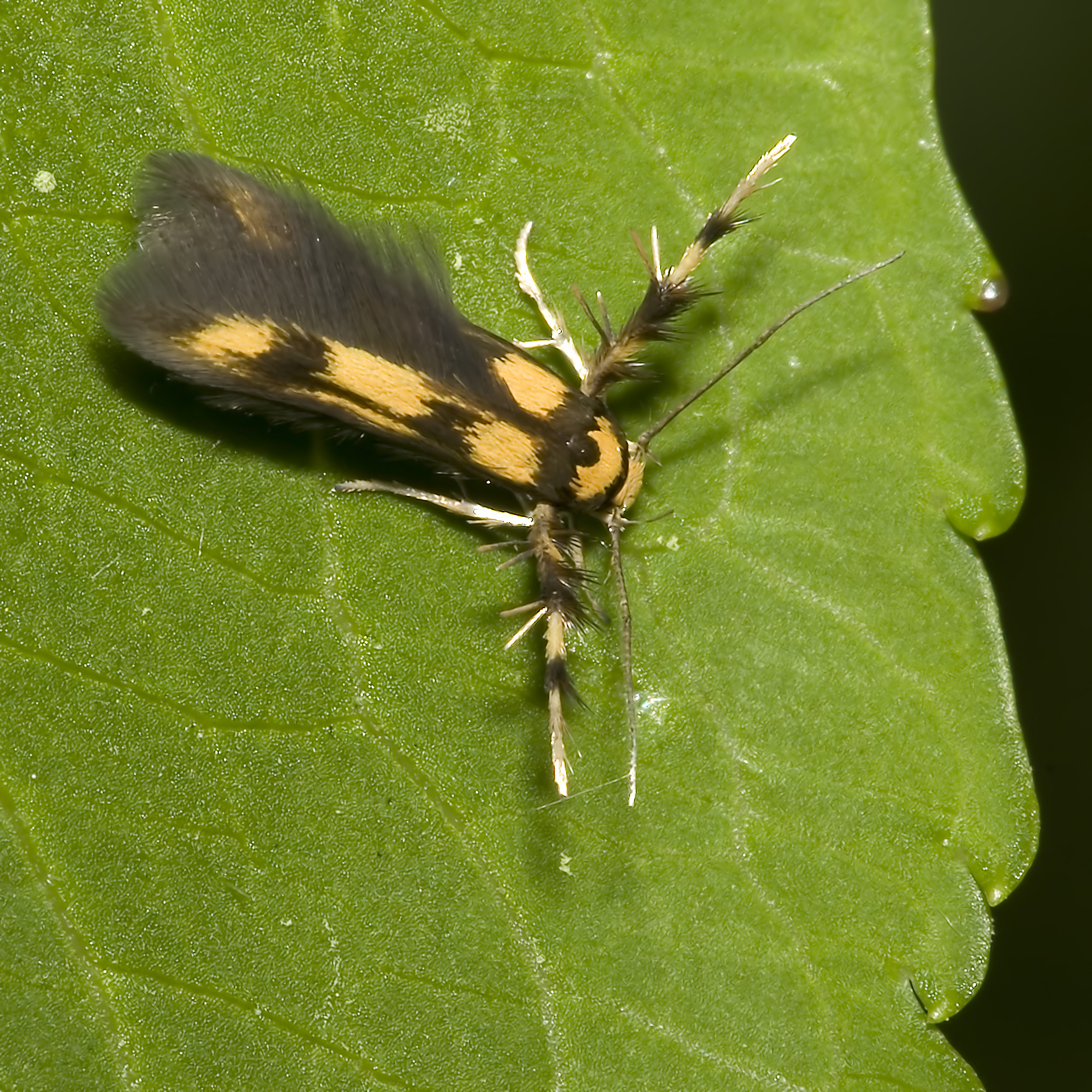
Stathmopoda pedella (Stathmopodinae) cerca de Ilmenau (Thuringia, Alemania)

Otras taxonomías ofrecen diferentes alternativas.